# Mae Nam Ruak
Der Mae Nam Ruak (แม่น้ำรวก, Aussprache: [mɛ̂ː náːm rûak]), oder nur Ruak, ist ein Fluss an der Grenze zwischen Myanmar und Thailand.
Er entspringt in der Bergkette der Daen Lao Range im Shan-Staat in Myanmar und durchfließt dieses Gebiet bis zur thailändischen Grenze.
Von dort an bildet er auf einer Länge von 26,75 Kilometer einen Grenzfluss zwischen diesen beiden Staaten.
Im thailändischen Landkreis Amphoe Chiang Saen mündet der Ruak in den Mekong. Dieses Gebiet, auch Goldenes Dreieck genannt, bildet als Dreiländereck die geografische Grenze zwischen Myanmar, Thailand und Laos.